# Flaten, Salem
Flaten är en liten bad- och fiskesjö stockholmsförorten Rönninge i Salems kommun i Södermanland som ingår i Norrströms huvudavrinningsområde. Sjön har en area på 0,282 kvadratkilometer och ligger 19 meter över havet. Sjön avvattnas av vattendraget Flatenbäcken.
Fiskprover har tagits från sjön och fisken är godkänd som matfisk. För fiske krävs dock fiskekort, som utfärdas av Rönninge fiskevårdsområdes förening.

## Delavrinningsområde
Flaten ingår i delavrinningsområde (656495-161193) som SMHI kallar för Mynnar i Uttran. Medelhöjden är 37 meter över havet och ytan är 4,6 kvadratkilometer. Det finns inga avrinningsområden uppströms utan avrinningsområdet är högsta punkten. Flatenbäcken som avvattnar avrinningsområdet har biflödesordning 3, vilket innebär att vattnet flödar genom totalt 3 vattendrag innan det når havet efter 30 kilometer. Avrinningsområdet består mestadels av skog (19 procent). Bebyggelsen i området täcker en yta av 3,72 kvadratkilometer eller 81 procent av avrinningsområdet.